# Amydraulax mexicana
Amydraulax mexicana là một loài tò vò trong họ Ichneumonidae.